# Mamam Cherif Touré
Mamam Cherif Touré (Mongo, 13 de janeiro de 1981) é um futebolista profissional togolês, meia, milita no MC Alger.

## Carreira
Daré Nibombé fez parte do elenco da Seleção Togolesa de Futebol na Copa do Mundo de 2006.